# Lionel Vitrant
Lionel Vitrant est un acteur et cascadeur français, né le 1er février 1937 au Bourget (alors dans le département de la Seine).

## Biographie

### Origines
Lionel Vitrant naît sous le nom d'état civil de Lionel Charles Vitrant le 1er février 1937 au Bourget.

### Carrière
Lionel Vitrant joue dans un grand nombre de comédies en tant que second rôle (Borsalino and Co. par exemple), et il est par ailleurs cascadeur dans de nombreux films, comme On a retrouvé la septième compagnie, La Grande Vadrouille, Divine Enfant de Jean-Pierre Mocky ou Taxi 3 de Gérard Krawczyk.

## Filmographie

### Acteur

#### Cinéma
- 1962 : Le Jour le plus long de Ken Annakin
- 1964 : Un drôle de caïd de Jacques Poitrenaud : un ami de Lucky
- 1964 : Patate de Robert Thomas
- 1964 : Lucky Jo de Michel Deville : le 1er loubard qui provoque Jo
- 1964 : La Ronde de Roger Vadim
- 1965 : Le Majordome de Jean Delannoy : un truand
- 1965 : Compartiment tueurs de Costa-Gavras : un inspecteur
- 1965 : Pleins feux sur Stanislas de Jean-Charles Dudrumet : un faux gardien du château
- 1966 : Roger la Honte de Riccardo Freda : un forçat
- 1966 : Carré de dames pour un as de Jacques Poitrenaud : Beignard
- 1966 : Paradiso, hôtel du libre-échange (Hotel Paradiso) de Peter Glenville : un inspecteur à l'hôtel
- 1966 : La Grande Vadrouille de Gérard Oury : Barbot
- 1967 : Les Grandes Vacances de Jean Girault : le serveur du bistrot
- 1967 : Le Fou du labo 4 de Jacques Besnard : un acteur du western
- 1968 : Ces messieurs de la famille de Raoul André : l'éboueur bousculé
- 1968 : À tout casser de John Berry : un bagarreur dans la discothèque
- 1969 : Le Clan des Siciliens d'Henri Verneuil : un inspecteur
- 1970 : Borsalino de Jacques Deray : Fernand
- 1970 : Le Dernier Saut d'Édouard Luntz
- 1970 : Le Temps des loups de Sergio Gobbi
- 1971 : La Part des lions de Jean Larriaga
- 1971 : Doucement les basses de Jacques Deray
- 1972 : L'aventure c'est l'aventure de Claude Lelouch
- 1972 : L'Attentat d'Yves Boisset
- 1972 : L'Œuf de Jean Herman
- 1972 : Un homme est mort de Jacques Deray
- 1973 : Salut l'artiste d'Yves Robert
- 1974 : Les Chinois à Paris de Jean Yanne
- 1974 : Stavisky d'Alain Resnais : un invité
- 1974 : Borsalino and Co. de Jacques Deray : Fernand
- 1974 : Le Retour du Grand Blond d'Yves Robert : un faux compagnon d'armes
- 1975 : Pas de problème ! de Georges Lautner : le cadavre encombrant
- 1975 : L'Intrépide de Jean Girault : un homme de Canello
- 1975 : Adieu poulet de Pierre Granier-Deferre : le pompiste
- 1975 : Docteur Justice de Christian-Jaque
- 1975 : Flic Story de Jacques Deray : le gendarme
- 1976 : Les Œufs brouillés de Joël Santoni
- 1976 : Le Corps de mon ennemi d'Henri Verneuil
- 1977 : René la Canne de Francis Girod
- 1977 : L'Apprenti salaud de Michel Deville
- 1977 : Le Gang de Jacques Deray
- 1978 : La Zizanie de Claude Zidi : un homme à la soirée costumée
- 1978 : Le beaujolais nouveau est arrivé de Jean-Luc Voulfow
- 1979 : L'Associé de René Gainville
- 1979 : Un si joli village d'Étienne Périer
- 1980 : La Banquière de Francis Girod
- 1980 : Tous vedettes ! de Michel Lang
- 1983 : Rock and Torah de Marc-André Grynbaum
- 1984 : Le Fou du roi d'Yvan Chiffre : la Fontaine
- 1985 : Le téléphone sonne toujours deux fois de Jean-Pierre Vergne
- 1985 : Le Cowboy de Georges Lautner : Max
- 1987 : Le Solitaire de Jacques Deray : le chauffeur de la camionnette
- 1988 : Corentin ou les Infortunes conjugales de Jean Marbœuf
- 1989 : Divine Enfant de Jean-Pierre Mocky
- 1991 : La Totale ! de Claude Zidi : un homme de main
- 1992 : Le Souper d'Édouard Molinaro : L'homme à la torche
- 1994 : La Fille de d'Artagnan de Bertrand Tavernier : homme mourant
- 1994 : Regarde les hommes tomber de Jacques Audiard
- 1998 : Ronin de John Frankenheimer
- 2000 : Vatel de Roland Joffé
- 2003 : Fanfan la Tulipe de Gérard Krawczyk : le gendarme
- 2003 : Double Zéro de Gérard Pirès
- 2003 : Taxi 3 de Gérard Krawczyk
- 2006 : OSS 117 : Le Caire, nid d'espions de Michel Hazanavicius

#### Télévision
- 1965 : Belphégor ou le Fantôme du Louvre (mini-série) de Claude Barma
- 1965 : Gaspard des montagnes (mini-série) de Jean-Pierre Decourt
- 1967 : Lagardère (mini-série) de Jean-Pierre Decourt
- 1968 : Thibaud ou les croisades (série) de Henri Colpi et Joseph Drimal
- 1971 : Les Enquêtes du commissaire Maigret, épisode Maigret en vacances de Claude Barma
- 1971 : Aux frontières du possible, épisode Le Dossier des mutations V de Victor Vicas
- 1972 : Les Rois maudits (mini-série) de Claude Barma
- 1977 : Le Loup blanc de Jean-Pierre Decourt
- 1978 : Les Grandes Conjurations, épisode : Le Connétable de Bourbon de Jean-Pierre Decourt
- 1978 : Messieurs les ronds-de-cuir de Daniel Ceccaldi
- 1978 : Médecins de nuit de Philippe Lefebvre, épisode Michel
- 1978 : Madame le juge, épisode Autopsie d'un témoignage de Philippe Condroyer
- 1979 : Les Quatre Cents Coups de Virginie (série) de Bernard Queysanne
- 1982 : La Nouvelle Malle des Indes (mini-série) de Christian-Jaque
- 1982 : Les Nouvelles Brigades du Tigre de Victor Vicas, épisode Le Complot de Victor Vicas
- 1997 : Quai n° 1, épisode Panique sur la gare
- 1998 : Madame le Proviseur, 4 épisodes
- 2003 : Commissaire Moulin, épisode Les Moineaux